# 미아 모틀리

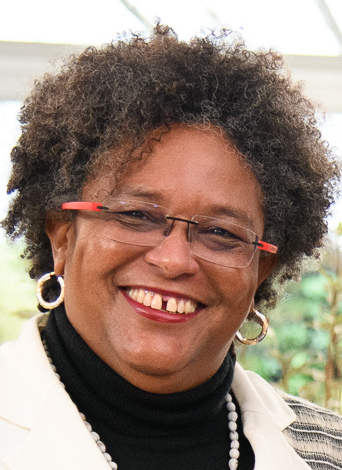
2021년 모습

미아 모틀리(Mia Mottley, 본명: Mia Amor Mottley, SC, MP, 1965년 10월 1일 ~ )는 바베이도스의 정치인이자 변호사로, 2018년부터 바베이도스의 제8대 총리, 2008년부터 바베이도스 노동당(BLP)의 지도자를 역임했다. 모틀리는 이 둘 중 하나의 위치를 유지한 최초의 여성이다. 또한 입헌군주제를 폐지하는 헌법 개정에 따라 바베이도스의 공화당 체제 하에서 최초의 총리이기도 하다.
모틀리는 1994년부터 세인트 마이클 노스이스트(Saint Michael North East) 선거구의 국회의원이었다. 1994년부터 2008년까지 그녀는 바베이도스 법무장관직을 포함하여 연속적인 장관직을 역임했으며 최초로 여성으로 임명되었다. 또한 인터아메리칸 다이얼로그(Inter-American Dialogue)의 회원이기도 하다.
모틀리는 2008년부터 2010년까지, 그리고 2013년부터 2018년까지 바베이도스 하원에서 야당 지도자를 두 번이나 역임했다. 2018년 모틀리가 이끄는 BLP는 5월 24일 총선에서 역사적인 압승을 거두며 30석을 모두 확보했다. 하원에서는 이 위업을 달성한 최초의 정당이 되었으며, 일반 선거에서 한 정당이 얻은 가장 높은 득표율인 72.8%의 득표율을 얻었다.
모틀리는 2022년 총선에서 두 번째 임기를 승리했으며, 그녀가 소집한 임시 선거에서 다시 한번 입법부 30석을 모두 휩쓸었다.